# خط لوله اتیلن غرب
خط لوله اتیلن غرب نام یک خط لوله و مجموعه‌ای از کارخانه‌های پتروشیمی در غرب، شمال غربی و جنوب غربی ایران است.
دولت ایران در آبان ۱۳۸۱ تصمیم گرفت گاز اتیلن را از منطقهٔ عسلویه در شرق استان بوشهر به استان‌های خوزستان، لرستان، چهارمحال و بختیاری، کهگیلویه و بویراحمد، کرمانشاه، کردستان و آذربایجان غربی انتقال دهد.
شرکت سازنده این طرح شرکت ملی صنایع پتروشیمی ایران نام دارد و سرمایه اولیه آن سه هزار میلیارد ریال بوده‌است.
تأمین‌کننده‌های اصلی اتیلن این خط لولهٔ ۱۲۰۰ کیلومتری، پتروشیمی کاویان در بوشهر و پتروشیمی اروند در خوزستان هستند. در زمینه سودده بودن این خط لوله ابهاماتی وجود دارد.
قرار است با راه‌اندازی این خط لوله تولیدات مجتمع‌های پتروشیمی جنوب ایران به مصرف صادرات برسد و تولیدات پتروشیمی غرب ایران افزون بر مصرف داخلی، به کشورهای همسایه از جمله عراق، ترکیه، گرجستان و ارمنستان نیز صادر شود.

## کارخانه‌های پتروشیمی خط لوله غرب
شمار کارخانه‌های پتروشیمی اعلام‌شده برای این طرح میان ۵ تا ۱۲ (به اضافه کازرون) در نوسان بوده که مشخصات ۱۱ کارخانه عمده به این شرح است:
| پتروشیمی‌های غرب ایران |                      |                                              |                                     | |                |  |
| ردیف                  | نام کارخانه پتروشیمی | محل و استان                                  | فراورده‌های عمده                     | مورد مصرف | سال بهره‌برداری |  |
| ۱                     | ممسنی                | فارس                                         | پلی‌اتیلن سنگین                      | لوله و بطری، ظروف، فیلم، لوازم خانگی و قطعات صنعتی، لوله‌های فاضلاب و ساک‌های دستی                                              | ۱۳۹۰           |  |
| ۲                     | گچساران              | کهگیلویه و بویراحمد                          | اتیلن، برش‌های سه‌کربنه و سنگین‌تر     | ماده اولیه صنایع پتروشیمی، تأمین خوراک واحدهای مسیر لوله اتیلن غرب                                                            | ۱۳۸۹           |  |
| ۳                     | دهدشت                | کهگیلویه و بویراحمد                          | پلی‌اتیلن سنگین                      | لوله، بطری، ظروف، فیلم، لوازم خانگی و قطعات صنعتی                                                                             | ۱۳۹۰           |  |
| ۴                     | بروجن                | چهارمحال و بختیاری                           | پلی اتیلن سنگین                     | لوله و بطری، ظروف، فیلم، لوازم خانگی و قطعات صنعتی                                                                            | ۱۳۸۹           |  |
| ۵                     | اندیمشک              | خوزستان                                      | پلی‌اتیلن سبک                        | ظروف، وسایل سبک منزل، نوارچسب و کیسه‌های پلاستیکی                                                                              | ۱۳۹۰           |  |
| ۶                     | لرستان               | کیلومتر ۱۲ جاده خرم‌آباد–کوهدشت. استان لرستان | پلی‌اتیلن سنگین و سبک خطی و «بوتن ۱» | تأمین خوراک واحدهای پایین‌دستی تولیدکننده انواع پلاستیک، لوله، قطعات پلاستیکی و کابل                                           | ۱۳۸۸           |  |
| ۷                     | کرمانشاه             | کرمانشاه                                     | پلی‌اتیلن سنگین                      | انواع پلاستیک، لوله، قطعات پلاستیکی و کابل                                                                                    | ۱۳۸۸           |  |
| ۸                     | همدان                | همدان                                        | وینیل استات منومر (VAM)"            | چسب‌ها، قطعات قالب‌گیری بادی و فومی، قطعات تزریقی و فوم‌ها                                                                       | در آینده       |  |
| ۹                     | کردستان              | شهرستان سنندج، کردستان                       | پلی‌اتیلن سبک                        | انواع فیلم پلی‌اتیلن، فوم پلی‌اتیلن، روکش سیم و کابل و قطعات پلاستیکی                                                           | ۱۳۸۹           |  |
| ۱۰                    | مهاباد               | آذربایجان غربی                               | پلی‌اتیلن سنگین و سبک خطی و «بوتن ۱» | انواع فیلم، ظروف گوناگون، قطعات پلاستیکی، لوله و کابل                                                                         | ۱۳۸۹           |  |
| ۱۱                    | میاندوآب             | آذربایجان غربی                               | پی‌وی‌سی سوسپانسیون                   | انواع لوله، اسباب بازی، شیلنگ و عایق‌های الکتریکی و سود سوزآور، کاربرد در: صنایع کاغذسازی، مواد شوینده، نساجی و صنایع تصفیه آب | ۱۳۹۰           |  |

پتروشیمی «کاویان» به عنوان بزرگ‌ترین واحد تولیدکننده الفین با ظرفیت تولید سالانه دو میلیون تن اتیلن، و پتروشیمی گچساران با تولید یک میلیون تن اتیلن در سال تأمین‌کننده خوراک اولیه سایر طرح‌های پتروشیمی غرب به‌شمار می‌روند.